# Bargala

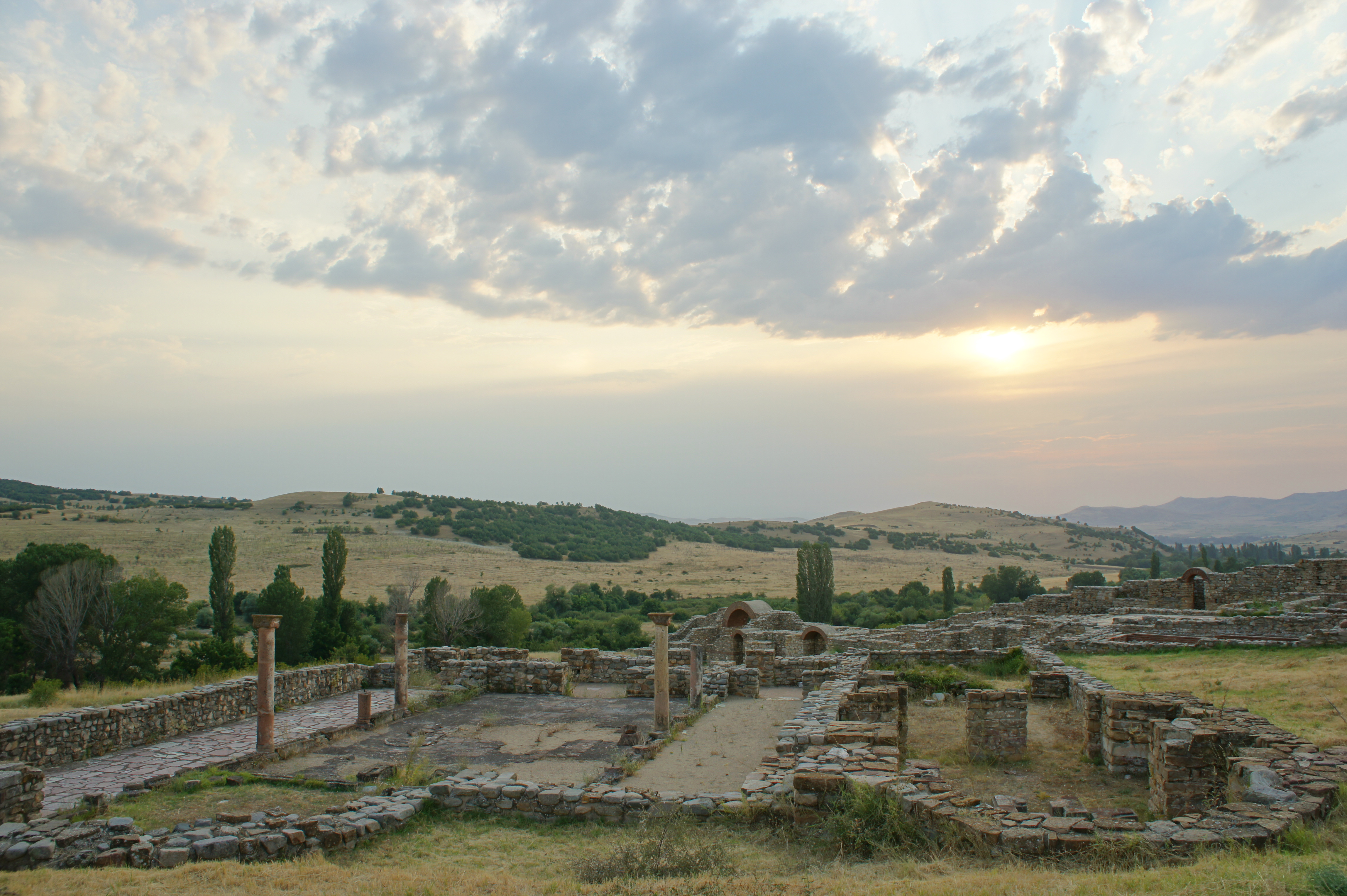
Blick über einen Teil von Bargala

Bargala war eine antike Stadt in Thrakien. Die heutige Ausgrabungsstätte liegt in der Opština Karbinci bei Dolen Kozjak in Mazedonien.
Bargala, das an der antiken Straße Oescus – Serdica – Stobi lag, wird erst in der Spätantike erwähnt, wo es vielleicht die Nachfolge des früheren Astibus antrat. Im Jahr 371/2 wurde auf Befehl des römischen Statthalters der Provinz Dacia Mediterranea, Antonius Alypius, ein Stadttor errichtet. Ende des 4. Jahrhunderts wurde der Ort der Stadt um etwa 2 Kilometer in eine höhere Lage verlegt. Bargala war Sitz eines Bischofs, der im Jahr 451 auf dem Konzil von Chalcedon erwähnt wird. Auf das Bistum geht das Titularbistum Bargala der römisch-katholischen Kirche zurück. Ende des 6. Jahrhunderts wurde Bargala zerstört.